# مرد ده میلیون تومانی
مرد ده میلیون تومانی فیلمی به کارگردانی امین امینی و نویسندگی احمد نجیب زاده محصول سال ۱۳۴۴ است.

## خلاصه داستان
احمد و مملی پس از مرافعه با صاحبان تاکسی‌های خود بیکار می‌شوند...

## بازیگران
- امین امینی
- شهین
- منصور سپهرنیا
- محسن آراسته
- پرخیده
- نصراله کیوانفر
- رضا شفیع
- سیمین غفاری
- عباس
- روح‌اله مفیدی
- صفوی
- تبریزی
- ماریا
- انتظاری
- حسن غفاری
- حصاری